# ون باوند غوسبل
وان باوند غوسبل هو مسلسل مانغا مبني على مانغا شهيرة تحمل نفس الاسم كانت قد بُثت من قبل.

## القصّة
تحكي سلسلة المانجا هذه قصّة ملاكم شاب موهوب يُدعى هتناكا كوساكو يهوى الأكل لدرجة غير معقولة وتسبب له شهيته هذه المشاكل قبل كل مباراة رسمية يخوضها حيث يكون مضطرًا لتخفيض وزنه وإلا يُعاقب بالإقصاء من المباراة، لكن حياة كوساكو ذو الشخصية الساذجة الطفولية تتغير عندما يقع في حب راهبة في الدير، ويبدأ في المحاربة لأجلِ حبّها.

## البطولة
- كاميناشي كازويا في دور هتناكا كوساكو
- كوروكي ميسا في دور شيستا انجيلا
- كوباياشي ساتومي في دور موكودا سيكو
- أوكادا يوشينوري في دور ويدا
- يامادا ريوسكي في دور موكودا كاتسومي
- ميناميساوا ناو في دور نوريكو

## العرض
- الحلقة الأولى: 13.0 %
- الحلقة الثانية: 11.4 %
- الحلقة الثالثة: 11.1 %
- الحلقة الرابعة: 09.0 %
- الحلقة الخامسة: 09.9 %
- الحلقة السادسة: 10.5 %
- الحلقة السابعة: 10.7 %
- الحلقة الثامنة: 08.8 %
- الحلقة التاسعة: 11.3 %

متوسط نسبة المشاهدة10.6 %

## روابط خارجية
- ون باوند غوسبل على موقع IMDb (الإنجليزية)
- ون باوند غوسبل على موقع ليتربوكسد (الإنجليزية)
- ون باوند غوسبل على موقع كينوبويسك (الروسية)
- ون باوند غوسبل على موقع ألو سيني (الفرنسية)
- ون باوند غوسبل على موقع قاعدة بيانات الفيلم (الإنجليزية)
- ون باوند غوسبل على موقع ANN manga (الإنجليزية)